# Dieter Duhm

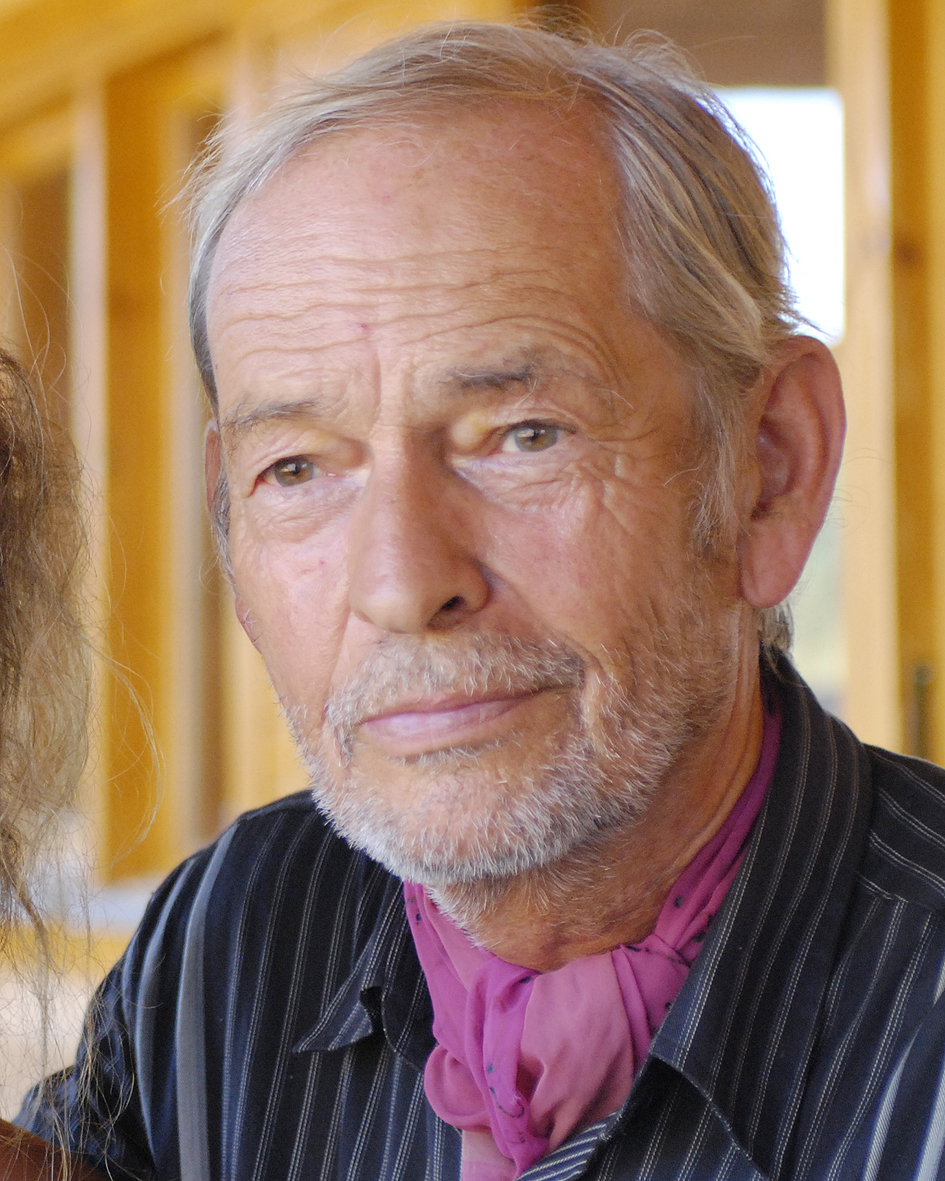
Dieter Duhm (2008)

Dieter Duhm (* 19. September 1942 in Berlin) ist Psychologe und Buchautor. Duhm wurde vor allem als Organisator kommuneartiger Projekte bekannt.

## Studium
Dieter Duhm studierte Psychologie an der Universität (WH) Mannheim, als er durch den Vietnamkrieg und die Erschießung des Studenten Benno Ohnesorg bei der Demonstration am 2. Juni 1967 in West-Berlin gegen den Schah politisiert wurde.

## 68er Bewegung und Schriften
Duhm gehört zur sogenannten 68er-Generation, stand zeitweilig dem Sozialistischen Deutschen Studentenbund (SDS) nahe und publizierte gesellschaftskritische Schriften. Seine erste größere Veröffentlichung war 1972 das Buch Angst im Kapitalismus, worin er einen Ansatz seiner Diplom-Arbeit aus dem Jahr 1968 breiter ausführte. Dem folgte 1973 Warenstruktur und zerstörte Zwischenmenschlichkeit als, so der Untertitel, „dritter Versuch der gesellschaftlichen Begründung zwischenmenschlicher Angst in der kapitalistischen Warengesellschaft.“
Wie schon die Buchtitel zeigen, war Duhm bei all seinen Theorien zu gesellschaftlichen Fragen stets an der individuellen, psychologischen Problematik orientiert. Deshalb interessierte er sich auch eine Zeit lang intensiv für die Theorien des Psychoanalytikers Wilhelm Reich. Nach seiner Abkehr von Reich beschäftigte er sich mit traditionellen asiatischen Theorien und religiösen Weltbildern, die er zur Gesellschaftsveränderung nutzen wollte. Das Resultat war zunächst wieder ein Buch: Der Mensch ist anders: Besinnung auf verspottete, aber notwendige Inhalte einer ganzheitlichen Theorie der Befreiung. Kritik am Marxismus (1975).
Duhms Bemühen, von der Theorie zur Praxis zu kommen, führte ihn zu einigen buddhistischen, anthroposophischen, therapeutischen und anderen Zentren, unter anderem auch in Otto Muehls Aktionsanalytische Organisation.

## Bauhütte in Schwand
1978 gründete Duhm die Bauhütte in Schwand: ein soziales Experiment mit anfangs 5, später etwa 50 Teilnehmern, und ein erstes Gemeinschaftsprojekt, in dem erforscht werden sollte, wie sich gruppeninterne Konflikte im Bereich von Macht, Geld, Sexualität, Liebe auflösen lassen.

## Zentrum für Experimentelle Gesellschaftsgestaltung
Duhm war 1991 der spiritus rector des Zentrum für Experimentelle Gesellschaftsgestaltung (ZEGG), das er anfangs wesentlich mitprägte. Angeregt von der Selbstdarstellungsmethode (Aktionsanalyse) der Aktionsanalytischen Organisation entwickelte Duhm in der Bauhütte das Forum, das große Ähnlichkeit mit dem Psychodrama hat und dazu dient, Konflikte des Einzelnen innerhalb der Gruppe transparent zu machen und auf diese Weise zu entschärfen. Das Forum wurde und wird bis heute in den Projekten Tamera und ZEGG weiterentwickelt.

## Heilungsbiotop Tamera
Duhm lebte zwischenzeitlich auf Lanzarote und in Österreich. 1995 gründete er gemeinsam mit seiner Partnerin, der Theologin Sabine Lichtenfels, dem Physiker Rainer Ehrenpreis und anderen eine als Heilungsbiotop Tamera bezeichnete Gemeinschaft in Portugal. In den folgenden dreizehn Jahren wuchs die Gemeinschaft auf über 160 Menschen an. Er initiierte die Friedensschule Mirja und den politischen Ashram in Tamera als Ausbildungsorte für zukünftige Friedensarbeiter.
Unter Verwendung damals populärer Begriffe wie Holografie, Chaosforschung, Systemtheorie und der umstrittenen Theorie der morphischen Felder begründete Duhm eine politische Theorie, die zu weltweitem Frieden führen solle: den sogenannten Plan der Heilungsbiotope, womit Duhm den seiner Auffassung nach zerstörerischen Kräften des inzwischen unter dem Schlagwort Globalisierung geführten Kapitalismus entgegenwirken möchte.

## Kritik
Duhms geäußerte Haltung zur Sexualität in seinem Buch Angst im Kapitalismus wurde massiv kritisiert, es wurde ihm vorgeworfen, Vergewaltigung zu verharmlosen. Er vertrat den als vulgärpsychologisch geltenden Ansatz, dass Frauen durch den unbewussten Wunsch der Vergewaltigung durch den eigenen Vater lebenslang Vergewaltigungsphantasien hegten und teilweise im Falle einer realen Vergewaltigung dadurch ihren ersten Orgasmus erlebten. Frauen genössen die gewaltsame Triebbefriedigung, diejenigen unter ihnen, die sich gegen Vergewaltigung engagierten, bekämpften eigentlich den eigenen Wunsch nach masochistischer Befriedigung. In seinen Ausführungen über Vergewaltigung hatte er sich auf die Ausführungen der Freud-Schülerin Helene Deutsch zum Phänomen des weiblichen Masochismus bezogen.

## Veröffentlichungen
- Ware, Existenzangst und Emanzipation (= Rote Papiere 4). Selbstorganisation Papervertrieb, Köln o. J.
- Angst im Kapitalismus, Kübler Verlag, Mannheim 1972, ISBN 3-921265-03-7.
- Revolution ohne Emanzipation ist Konterrevolution (= RLV-Text 2). Zwei Aufsätze, Rosa Luxemburg Verlag, Köln 1973.
- Warenstruktur und zerstörte Zwischenmenschlichkeit (= RLV-Text 5), Rosa Luxemburg Verlag, Köln 1973, ISBN 3-88005-004-X.
- Der Mensch ist anders, Kübler Verlag, Lampertheim 1975, ISBN 3-921265-09-6.
- Zentrum für Experimentelle Gesellschaftsgestaltung ZEGG, Kübler Verlag, Lampertheim 1978, ISBN 3-921265-02-9.
- Synthese der Wissenschaft. Der werdende Mensch (= Bücher der Bauhütte 1), Kübler Verlag, Lampertheim 1979, ISBN 3-921265-81-9.
- Modell einer Lebensalternative, 1982.
- Aufbruch zur neuen Kultur, Kösel, München 1982, ISBN 3-466-34058-6.
- Das Buch Sidari. Über Schöpfung, Kunst und sinnliche Liebe, Meiga, Radolfzell 1988, ISBN 3-927266-00-0.
- Projekt Meiga. Experiment für eine humane Erde, Meiga, Radolfzell 1989.
- Der unerlöste Eros, Meiga, Radolfzell 1991, ISBN 3-927266-06-X.
- Politische Texte für eine gewaltfreie Erde, Meiga, Belzig 1992, ISBN 3-927266-08-6.
- Die heilige Matrix. Von der Matrix der Gewalt zur Matrix des Lebens. Grundlagen einer neuen Zivilisation, SYNergie, Belzig 2001; 2. Aufl. Meiga, Wiesenburg 2005, ISBN 3-927266-14-0.
- Der heilige Gral des Mannes ist die Frau. Gemälde, Zeichnungen und Texte von Dieter Duhm, Meiga, Wiesenburg 2006, ISBN 3-927266-20-5.
- Zukunft ohne Krieg. Theorie für eine globale Heilung, Meiga, Wiesenburg 2006, ISBN 3-927266-22-1.
- Terra Nova: Globale Revolution und Heilung der Liebe, Meiga, 2014, ISBN 3-927266-52-3.
- Der immanente Gott: Fundamente der Befreiung, Meiga, 2016, ISBN 3-927266-55-8.
- Und sie erkannten sich: Das Ende der sexuellen Gewalt , Meiga, 2018, ISBN 3-927266-60-4.
- Studienreihe Edition Tamera
  - Band 1: Grundgedanken der Heilungsarbeit in Tamera. Ansprachen, SYNergie, Belzig 2003, ISBN 3-927266-10-8.
  - Band 2: So könnte Frieden entstehen. Vorträge und Texte, SYNergie, Belzig 2004, ISBN 3-927266-12-4.
  - Band 3: Dein Reich komme. Zum spirituellen Ziel der Heilungsbiotope, Meiga, Wiesenburg 2005, ISBN 3-927266-17-5.
  - Zukunftsexperiment „Monte Cerro“, Verlag der Heilungsbiotope, Belzig.